# محمد ضياء الدين الصابوني
محمد ضياء الدين الصَّابوني (1345- 1434 هـ / 1926- 2013 م) لغوي وشاعر ومدرس سوري، حصل على الجنسية السعودية. عمل مدرّسًا في ثانويات حلب، ثم أعير إلى المملكة العربية السعودية وعمل موجّهًا تربويًّا في الجامعة الإسلامية بالمدينة المنورة. نشر شعره في الصحف والمجلات العربية وأطلق عليه لقب شاعر طيبة لكثرة قصائده في مدح النبي محمد ﷺ. توفي في مكة. له عدة مؤلفات ودواوين شعرية.  وهو عضو رابطة الأدب الإسلامي العالمية. شقيقه الشيخ المفسِّر محمد علي الصابوني.

## سيرته
ولد محمد ضياء الدين بن محمد جميل الصَّابوني في مدينة حلب، سنة 1345هـ/ 1926م ونشأ بها. حصل على الليسانس في الأدب العربي من كليّة الآداب في الجامعة السورية سنة 1952، ودبلوم التربية وشهادة أصول التدريس سنة 1953.

تعلم على والده محمد جميل أولًا، ثم أخذ عن محمد نجيب سراج الدين، وأحمد عز الدين البيانوني، وأحمد الإدلبي، وعبد الفتاح أبو غدة، ومصطفى السباعي، ومحمد الحامد، وأحمد القلاش، ومحمد نمر الخطيب، و محمد المنتصر بالله الكتاني.

عمل مدرّسًا في ثانويات حلب، وبمعاهدها الشرعية، وموجّهًا تربويًا في الجامعة الإسلامية بالمدينة، وفيها بدأ بنظم الشعر حتى سمى بشاعر طيبة  ثم انتقل إلى مكة وواصل عمله في التدريس في المعهد العالي لأعداد الأئمة والدعاة. 
كان من أعضاء جماعة الإخوان المسلمين في سوريا قبل انتفاضة 1980، وعضوًا في نادي المدينة الأدبي، ونادي مكة الأدبي، ورابطة الأدب الإسلامي العالمية.

## جوائزه
- حصل على جوائز من بنغلاديش والهند ونادي أبها الثقافي ونادي مكة ونادي المدينة.

- 2006: جائزة مهرجان المديح النبوي لعام 1427 هـ / 2006 م، في المهرجان السنوي الدولي الذي يعقد في العاصمة الليبية طرابلس في غرة ربيع الأول من كل عام.

## مؤلفاته

### دواوينه الشعرية
- من نفحات الحرم، 1965
- من نفحات طيبة، 1972
- تحيّة رمضان، 1975
- نفحات القرآن، 1983
- رباعيّات من طيبة، 1984
- في رحاب رمضان، 1985
- نشيد الإيمان، 1989

### كتبه
- الموجز في القواعد والإعراب
- الموجز في البلاغة والعَروض
- شخصية الصدِّيق كما يصوره ابن المقفع
- نفحات من الأدب الإسلامي، دراسات تنظيرية وتطبيقية
- المدائح النبوية
- صور من القرآن
- التربية النبوية
- هذب لغتك، تصويبات لأخطاء لغوية شائعة.
- فن الخطابة
- أصول الدعوة
- حاضر العالم الإسلامي
- أفراح الزفاف الإسلامي
- مختارات ضياء
- نفحات حب و خلجات قلب

## وفاته
توفي محمد ضياء الدين الصابوني في مكة، بعد صلاة الجمعة 21 رجب 1434هـ الموافق 30 مايو (أيَّار) 2013م، وصُلِّي عليه في المسجد الحرام عقب صلاة العشاء من اليوم نفسه، ودُفن في مقبرة المعلاة بمكة.